# Криницький Олександр Іванович
Олександр Іванович Криницький (28 серпня (9 вересня) 1894, Твер, Російська імперія — розстріляний 30 жовтня 1937, Москва, РРФСР, СРСР) — російський революціонер, білоруський радянський політичний діяч російського походження. Член ЦК КП(б)У в травні 1924 — січні 1925 року. Член ЦК КП(б) Білорусі з 1924 по листопад 1927 року. Кандидат у члени ЦК ВКП(б) (травень 1924 — лютий 1934 року). Член ЦК ВКП(б) (лютий 1934 — жовтень 1937 року). Кандидат у члени Організаційного бюро ЦК ВКП(б) з 10 лютого 1934 по 12 жовтня 1937 року. Жертва Сталінського терору.

## Життєпис
Народився в місті Твері, старший син у родині службовця губернської канцелярії. У 1912 році закінчив Тверську гімназію із золотою медаллю та вже юнаком розпочав свою революційну діяльність. У 1913 році закінчив перший курс кораблебудівного відділення Санкт-Петербурзького політехнічного інституту та перевівся в Московський університет. Одночасно працював репетитором.
Член РСДРП(б) з травня 1915 року.
Проводив пропаганду й агітацію серед студентів Московського університету, з якого у травні 1915 року був відрахований (після двох курсів). З травня по вересень 1915 року — на підпільній партійній роботі в Тверському комітеті РСДРП(б).
У вересні 1915 року заарештований, перебував у в'язниці міста Москви, потім засуджений до довічного поселення у Східному Сибіру (міста Балаганськ і Черемхово Іркутської губернії). Проте 6 (19) березня 1917 року був амністований та звільнений. 
Після звільнення повернувся до Твері, де продовжив революційну роботу. З квітня по липень 1917 року — агітатор Тверського міського комітету РСДРП(б). У липні — листопаді 1917 року — секретар фабрично-заводського комітету снарядної військової майстерні в Твері. З вересня 1917 року — гласний Тверської міської Думи, член Тверської міської управи. З 3 жовтня 1917 по 23 червня 1918 року — голова Тверського комітету РСДРП(б) (РКП(б)).
У листопаді 1917 — жовтні 1918 року — завідувач продовольчого відділу Тверського міського комітету РСДРП(б), завідувач сектору товарного обміну продовольчого відділу Тверського губернського комітету РКП(б), завідувач видавництва «Комуна», член редакції газети «Известия Тверского Совета».
23 червня — 29 вересня 1918 року — голова Тверського окружного комітету РКП(б). 2 жовтня — 5 грудня 1918 року — голова Тверського губернського комітету РКП(б).
У грудні 1918 — травні 1919 року — завідувач агітаційно-просвітницького відділу Південного фронту РСЧА в місті Козлові Тамбовської губернії.
У червні — вересні 1919 року — голова Владимирського губернського комітету РКП(б).
У вересні 1919 — листопаді 1920 року — завідувач відділом із роботі на селі Саратовського губернського комітету РКП(б), секретар Саратовського губернського комітету РКП(б). З листопада 1920 по січень 1921 року — на лікуванні.
З січня по жовтень 1921 року — завідувач організаційного відділу Московського комітету РКП(б).
У жовтні 1921 — травні 1922 року — відповідальний секретар Рогозько-Симоновського районного комітету РКП(б) (Москва).
У травні — жовтні 1922 року — відповідальний секретар Омського губернського комітету РКП(б).
У жовтні 1922 — травні 1923 року — член Сибірського бюро ЦК РКП(б) у місті Новомиколаївську.
У травні 1923 — вересні 1924 року — відповідальний секретар Донецького губернського комітету КП(б) України.
29 вересня 1924 — 8 грудня 1925 року — відповідальний секретар ЦК КП(б) Білорусі. 12 грудня 1925 — 5 травня 1927 року — 1-й секретар ЦК КП(б) Білорусі.
У травні 1927 — 3 травня 1928 року — завідувач агітаційно-пропагандистського відділу ЦК ВКП(б).
3 травня 1928 — 19 листопада 1929 року — завідувач відділу агітації, пропаганди та друку ЦК ВКП(б).
27 листопада 1929 — 8 травня 1930 року — 1-й секретар Закавказького крайового комітету ВКП(б).
У травні 1930 — грудні 1932 року — заступник народного комісара робітничо-селянської інспекції СРСР. 15 грудня 1930 — 26 січня 1934 року — член президії Центральної контрольної комісії ВКП(б). Одночасно, з 1930 по 1935 рік — член редакційної колегії журналу «Большевик».
У грудні 1932 — лютому 1934 року — заступник народного комісара землеробства СРСР і начальник Політичного управління МТС Народного комісаріату землеробства СРСР, заступник завідувача Сільськогосподарського відділу ЦК ВКП(б).
7 квітня 1934 — 18 липня 1937 року — 1-й секретар Саратовського крайового (обласного) комітету ВКП(б). Одночасно, в липні 1935 — липні 1937 року — 1-й секретар Саратовського міського комітету ВКП(б).
20 липня 1937 року заарештований органами НКВС у Москві. 29 жовтня 1937 року ВКВС засудила Олександра Криницького до розстрілу, вирок приведено у виконання 30 жовтня 1937 року. Похований на Донському цвинтарі Москви.
Реабілітований 17 березня 1956 року. Поновлений в членах КПРС 22 березня 1956 року.